# 矢吹勝二
矢吹 勝二（やぶき かつじ、1907年 - 1986年）は、日本の英語学者。
広島県生まれ。1931年早稲田大学高等師範部英語英文学科卒業、ジャパン・ツーリスト・ビューロー入社。1967年定年退職、調布学園女子短期大学教授。

## 著書
- 自由英作文 考え方・書き方 研究社出版 1951
- 日常生活の英語 研究社 1956 (基礎英語シリーズ)
- 一般英文通信 研究社出版 1963 (実務英語入門シリーズ)
- 日本文化の英会話 研究社出版 1970
- 雲海 句集 古稀記念 矢吹淡竹 1977.9
- 社交と英語 外人とつきあう英語の常識 ジャパンタイムズ 1978.3

## 共編著
- 実務・実用英語研究法 羽田三郎、中内正利共著 研究社出版 1964 (実務英語入門シリーズ)
- 新聞英語辞典 ジャパン・タイムズ 1970
- 東後勝明『すぐに役立つ英文掲示 : 海外旅行で見た実例331』ジャパンタイムズ、1972年7月20日。NDLJP:12161172。
- 日本語会話辞典 日本交通公社出版事業局 1980.7

## 翻訳
- ドバマ ビルマ人のビルマ アマル・ラヒリ 興風館 1941
- ジャバの生活文化 H.W.ポンダー 竜吟社 1942
- ゴルファーの心理 ジョージ・ホウトン 日貿出版社 1966

| スタブアイコン | サブスタブ | この項目は、まだ閲覧者の調べものの参照としては役立たない、人物に関連した書きかけの項目です。この項目を加筆・訂正などしてくださる協力者を求めています（P:人物伝/PJ:人物伝）。 |